# ISO 18092
ISO 18092 definisce lo standard di una smart card contactless usata in alcuni sistemi di bigliettazione elettronica basati su tecnologia Radio Frequency Identification (RFID). Alcuni di tali sistemi sono in uso in Asia (del tipo con 2 o 4 KB di memoria).
Questa tecnologia è adottata dalla Sony con il nome di FeliCa.
La ISO 18092 deriva dalle seguenti specifiche:
- la ISO 15693, che definisce l'univocità in tutto il mondo  del numero seriale, dello standard di frequenza e delle "boxature". Questo impedisce che una smart card possa essere clonata;
- la ISO 9798, che regolamenta il protocollo di comunicazione a mutuo riconoscimento. Esso fa sì che la smart card non possa essere letta tramite un lettore non pre-programmato.

Da tali specifiche deriva quindi l'utilizzo di un sistema dedicato ai micropagamenti e dunque adatto per sistemi di bigliettazione elettronica.